# Чистое (Щучанский район)
Чистое — село в Щучанском районе Курганской области. Административный центр Чистовского сельсовета.

## История
До 1917 года входило в состав Сухоборской волости Челябинского уезда Оренбургской губернии. По данным на 1926 год состояло из 443 хозяйств. В административном отношении являлось центром Чистовского сельсовета Щучанского района Челябинского округа Уральской области.

## Население
| 1989 | 2002 | 2010 |
| ---- | ---- | ---- |
| 609  | ↘585 | ↘447 |

По данным переписи 1926 года в селе проживало 2183 человека (1033 мужчины и 1150 женщин), в том числе: русские составляли 99 % населения.